# Mario Cavallini
Mario Cavallini (Livorno, 15 agosto 1935 – Livorno, 25 dicembre 2014) è stato un calciatore italiano, di ruolo centrocampista.

## Carriera
Ha militato per quasi l'intera carriera in Serie C, con l'eccezione della stagione 1956-1957, nella quale ha disputato due incontri in Serie A con la SPAL esordendo il 16 dicembre 1956 in occasione della vittoria interna sul Torino.